# بيغي كنودسن
بيغي كنودسن (بالإنجليزية: Peggy Knudsen)‏ هي ممثلة أمريكية، ولدت في 22 أبريل 1923 في دولوث في الولايات المتحدة، وتوفيت في 11 يوليو 1980 في إنسينو ‏ في الولايات المتحدة بسبب سرطان.

## وصلات خارجية
- بيغي كنودسن على موقع IMDb (الإنجليزية)
- بيغي كنودسن على موقع ألو سيني (الفرنسية)
- بيغي كنودسن على موقع أول موفي (الإنجليزية)
- بيغي كنودسن على موقع قاعدة بيانات برودواي على الإنترنت (الإنجليزية)
- بيغي كنودسن على موقع قاعدة بيانات الأفلام السويدية (السويدية)
- بيغي كنودسن على موقع قاعدة بيانات الفيلم (الإنجليزية)
- بيغي كنودسن على موقع كينوبويسك (الروسية)